# السياسة الخارجية لإدارة ريتشارد نيكسون
ركزت السياسة الخارجية للولايات المتحدة الأمريكية خلال رئاسة ريتشارد نيكسون (1974-1969) على الحد من مخاطر الحرب الباردة بين الاتحاد السوفيتي والصين. إذ سعت سياسة الرئيس ريتشارد نيكسون إلى تحقيق الانفراج الدولي مع كل من البلدين اللذين كانا في حالةِ عداءٍ مع الولايات المتحدة من جهة، ومع بعضهما من جهة ثانية، وذلك في أعقاب الانقسام الصيني السوفييتي. ابتعد نيكسون عن السياسة الأمريكية التقليدية فيما يتعلق باحتواء الشيوعية، آملًا في سعي كل جانب للحصول على تأييد الولايات المتحدة. مثّلت زيارة نيكسون للصين في عام 1972 إيذانًا ببدء حقبة جديدة من العلاقات بين البلدين وأزالت الصين فعليًا من موقعها كعدو في الحرب الباردة. وقّعت إدارة نيكسون على معاهدة الصواريخ المضادة للصواريخ الباليستية مع الاتحاد السوفييتي، ونظمت مؤتمرًا نتج عنه توقيع اتفاقيات هلسنكي بعد مغادرة نيكسون لمنصبه.
عند تولي نيكسون الرئاسة، كان للولايات المتحدة ما يقرب من 500 ألف جندي متمركزين في جنوب شرق آسيا كجزء من الجهود لمساعدة فيتنام الجنوبية في حرب فيتنام. نفذ نيكسون سياسة «الفتنمة»، إذ نفّذ عمليات انسحاب تدريجية للجنود الأمريكيين ناقلًا الأدوار القتالية إلى القوات الفيتنامية. ومع استمرار تعثُّر مفاوضات السلام، أمر نيكسون بحملات قصف كبرى في فيتنام وكمبوديا ولاوس. وافقت كل من الولايات المتحدة وفيتنام الجنوبية والشمالية على اتفاقية باريس للسلام في أوائل عام 1973، وسحبت الولايات المتحدة بعد ذلك ما تبقى من جنودها من فيتنام الجنوبية. لكنّ الحرب استؤنفت حين انتهكت فيتنام الشمالية والجنوبية الهدنة، وفي عام 1975 استولت فيتنام الشمالية على سايغون وأكملت إعادة توحيد فيتنام. استمرت مبادرات نيكسون من نواحٍ عديدة في السياسة الخارجية خلال إدارة جيرالد فورد.

## الرئاسة

### المناصب
ركز الرئيس ريتشارد نيكسون وكبير مساعديه هنري كيسنجر على مسائل الاتحاد السوفييتي والصين وفيتنام والشرق الأوسط وباكستان واتفاقيات الحد من الأسلحة. وسمحا لوزارة الخارجية بالتعامل مع تلك المسائل ما لم تندلع أزمة ما تتعلق بمسائل أخرى، وكان ذلك بوجود الوزير ويليام ب. روجرز في موقع المسؤولية. إذ كان روجرز صديقًا قديمًا لنيكسون وإداريًا جيدًا يتسم بخبرةٍ دبلوماسيةٍ قليلة واهتمامٍ أقل بالديناميكيات الجيوسياسية.

### كيسنجر
كانت العلاقة بين نيكسون وكيسنجر وثيقة بشكلٍ غير اعتيادي، وقورنت بعلاقة وودرو ويلسون وإدوارد م. هاوس، أو بعلاقة فرانكلين روزفلت وهاري هوبكنز. وفي كل من الحالات الثلاثة تلك، أُحيلت وزارة الخارجية إلى دورٍ ثانوي في تطوير السياسة الخارجية. قارن المؤرخ ديفيد روثكوبف شخصيتي نيكسون وكيسنجر:
لقد شكّل الاثنان ثنائيًا رائعًا، وتكامَلا معًا بشكلٍ مثالي. إذ كان كيسنجر هو ذلك السيد الفاتن الدنيوي المُقدِم على الحياة، الذي أظهر مقدارًا من الفضيلة واحترام المؤسسة الفكرية افتقر إليها نيكسون وازدراها وتعطّش للحصول عليها. كان كيسنجر مواطنًا دوليًا. أما نيكسون فأميركي كلاسيكي إلى حدٍّ كبير. امتلك كيسنجر رؤيةً عالمية وقدرةً على تكييفها لتواكب العصر، بينما اتسم نيكسون بالبراغماتية والرؤية الاستراتيجية التي وفرت الأسس لسياساتهما. وبعد كل ذلك، كان كيسنجر يقول بالطبع، إنه لم يكن سياسيًا مثل نيكسون - لكنه في الواقع كان سياسيًا مثله تمامًا، يَقظ مثله تمامًا، طموحًا بلا هوادة مثله تمامًا... كان الرجلان العصاميين مدفوعين برغبتهما في الحصول على القبول والاستحسان بقدر ما كانا مدفوعين بنقاط قوتهما أيضًا.
توفي كيسنجر في نوفمبر من عام 2023، ومثّل ذلك وفاة آخر عضو في فريق السياسة الخارجية وحكومة نيكسون.

### عقيدة نيكسون
نقلت عقيدة نيكسون المسؤولية الرئيسة في الدفاع عن الحليف إلى الحليف نفسه، خاصة فيما يتعلق بالقتال. ستعمل الولايات المتحدة على الجوانب الدبلوماسية وتقدّم المساعدة المالية والذخائر وتساعد في تدريب جيش الحلفاء. وبشكل ٍخاص:
- ستحافظ الولايات المتحدة على جميع التزاماتها بموجب المعاهدة.
- ستوفر الولايات المتحدة «درعًا في حال هددت القوة النووية حرية دولة متحالفة معنا أو دولة نعدّ بقاءها أمرًا حيويًا لأمننا».
- في الصراعات التي تنطوي على عدوانٍ غير نووي، فإنّ الولايات المتحدة «تتوقع من الأمة المهدَّدة بشكل مباشر أن تتولى المسؤولية الأساسية المتمثلة في توفير القوة البشرية للدفاع».[6]

تجسّدت هذه العقيدة في عملية الفتنمة فيما يتعلق بفيتنام الجنوبية وحرب فيتنام. كما أنها دخلت حيّز التنفيذ في أماكن أخرى في آسيا بما في ذلك إيران وتايوان وكمبوديا وكوريا الجنوبية. كانت هذه العقيدة عبارة عن رفض صريح للممارسة التي أدت إلى إرسال 500 ألف جندي من القوات المسلحة الأمريكية إلى فيتنام، على الرغم من عدم وجود التزام بموجب المعاهدة تجاه ذلك البلد. كان الهدف الرئيس على المدى الطويل تقليل التوتر بين الولايات المتحدة والاتحاد السوفيتي والصين، وذلك لتحقيق عملية الانفراج الدولي بشكلٍ أفضل.

## الانفراج والحد من الأسلحة، 1979-1969
التزم كل من نيكسون وكيسنجر بالواقعيّة التي ركزت على المزايا الاقتصادية الأمريكية وتخلّت عن الأخلاقيَّة في السياسة الخارجية، ساعيين إلى الانفراج الدولي مع الشيوعية والمواجهة مع الحلفاء القدماء الذين أصبحوا الآن خصومًا اقتصاديين. افترض الجميع، خطًا، أن سمعة نيكسون المناهضة للشيوعية في الداخل تشير إلى أنه كان محاربًا باردًا متشددًا. ولكن في وقت مبكر من عام 1959 (في «مناظرة المطبخ» مع الزعيم السوفييتي نيكيتا خروشوف)، ابتعد نيكسون عن سياسة الاحتواء، وخَلُصَ إلى أن هذه السياسة (التي نظر إليها على أنها سياسة ترومان) قد فشلت. وبوصفه رجلًا واقعيًا في السياسة الخارجية، فقد حان الوقت للتأكيد على الأهداف الاقتصادية في السياسة الخارجية وتقليل التركيز على الالتزامات الأيديولوجية أو الهامشية المكلفة. علاوة على ذلك، فإن وجود حلفاء أثرياء يعني أن الاقتصاد الأمريكي لم يعد قادرًا على السيطرة أو التحكم بالاقتصاد العالمي. ومع حلول منتصف الستينيات، أصبحت الصين والاتحاد السوفييتي عدوين لدودين. جأرت جيوشهما على بعضها عبر حدودٍ طويلة؛ وكان خطر الحرب جديًا.
أدركت كل من موسكو وبكين أنه سيكون من الحكمة تهدئة التوترات مع الولايات المتحدة، لكنّ إدارة جونسون تجاهلتهما. استشعر نيكسون وجود فرصةٍ جديدة فلعب بين العملاقين الشيوعيين أحدهما ضد الآخر. حُددت زيارة نيكسون غير المتوقعة على الإطلاق إلى الصين في عام 1972 من خلال مفاوضات كيسنجر مستخدمًا باكستان كوسيط. أنهت الزيارة الحرب الباردة مع تلك الدولة في الواقع، وأذنت ببدء حقبة من الصداقة كانت لا تزال تتكشف بعد نصف قرن. هرعت موسكو للحصول على تأييد وأسفرت اجتماعات القمة التي عقدها نيكسون مع ليونيد بريجنيف عن اتفاقيات أسلحة كبرى - وخاصة معاهدة الصواريخ المضادة للصواريخ البالستية؛ اعتُقد أن توازن الرعب، إذ يمتلك كل جانب آلافًا من الصواريخ النووية، يضمن السلام، وأن الدفاع الناجح ضد الصواريخ من شأنه أن يزعزع استقرار هذا التوازن بشكل خطير.

### اتفاقيات محادثات الحد من الأسلحة الاستراتيجية 1972-1969
أدت محادثات الحد من الأسلحة الاستراتيجية (سولت) إلى معاهدة (ستارت) الأولى ومعاهدة (ستارت) الثانية، وهي معاهدات الحد من الأسلحة الاستراتيجية مع الاتحاد السوفييتي. كان الهدف هو الحد من قدرات مركبات إعادة الدخول المتعددة المستهدفة بشكل مستقل (الرأس المدمِّر الموجه) وفرض قيود أخرى على عدد الأسلحة النووية التي يمتلكها كل جانب. وبفضل المفاوضات التي جرت في هلسنكي بفنلندا في نوفمبر من عام 1969، توصلت محادثات (سولت 1) إلى معاهدة الصواريخ المضادة للصواريخ الباليستية واتفاق مؤقت بين البلدين. انتهت الاتفاقية في 31 ديسمبر من عام 1985 ولم تُجدد. أما معاهدة ستارت فلم يُصادق عليها مطلقًا. اقتُرحت معاهدة خليفة لمعاهدة ستارت الأولى، هي ستارت الجديدة، وصودق عليها في نهاية المطاف في فبراير من عام 2011.
توصّل نيكسون وكيسنجر إلى اتفاقيات باهرة مع موسكو بشأن الحد من الصواريخ المضادة للصواريخ الباليستية والاتفاق المؤقت بشأن الصواريخ الاستراتيجية. كان نيكسون فخورًا بتحقيقه اتفاقًا لم يتمكن أسلافه من التوصل إليه بفضل مهاراته الدبلوماسية. خطط نيكسون وكيسنجر لربط الحد من الأسلحة بالانفراج الدولي وبحل المشكلات الملحّة الأخرى المتعلقة بفيتنام والشرق الأوسط وبرلين باستخدام هذه الروابط. إلا أن هذه الروابط لم تفعل فعلها أبدًا بسبب الافتراضات الخاطئة حول الخطط السوفييتية.